# Körperverletzung (Polen)
Körperverletzung ist eine körperliche Misshandlung oder Gesundheitsbeschädigung einer anderen Person, stellt nach Artikel 156 und 157 des polnischen Strafrechtskodex eine Straftat dar und wird mit Geldbuße oder Freiheitsstrafe bestraft.
Bereits eine vergleichsweise geringfügige, fahrlässige Körperverletzung, die zum Beispiel bei einem Verkehrsunfall auftreten kann und die mehr als sieben Tage lang behandelt werden muss, kann ein Strafverfahren nach sich ziehen und ist mit Freiheitsstrafe von drei Monaten bis fünf Jahren bedroht.